# Porntip Buranaprasertsuk
Porntip Buranaprasertsuk (in lingua thailandese: พรทิพย์ บูรณะประเสริฐสุข; Bangkok, 24 ottobre 1991) è una giocatrice di badminton thailandese.

## Palmarès

### Sudirman Cup
- 1 medaglia:
  - 1 bronzo (Kuala Lumpur 2013)

### Uber Cup
- 1 medaglia:
  - 1 bronzo (Wuhan 2012)

### Giochi asiatici
- 1 medaglia:
  - 1 argento (Canton 2010 a squadre)

### Giochi del Sud-est asiatico
- 4 medaglie:
  - 2 ori (Giacarta 2011 a squadre; Singapore 2015 a squadre)
  - 2 bronzi (Vientiane 2009 a squadre; Giacarta 2011 nel singolo)

### Universiadi
- 4 medaglie:
  - 1 argento (Gwangju 2015 nel singolo)
  - 3 bronzi (Kazan 2013 nel singolo; Kazan 2013 a squadre miste; Gwangju 2015 a squadre miste)